# Duge Njive (Chorwacja)
Duge Njive – wieś w Chorwacji, w żupanii splicko-dalmatyńskiej, w mieście Vrgorac. W 2011 roku liczyła 105 mieszkańców.